# Plamki Bitota

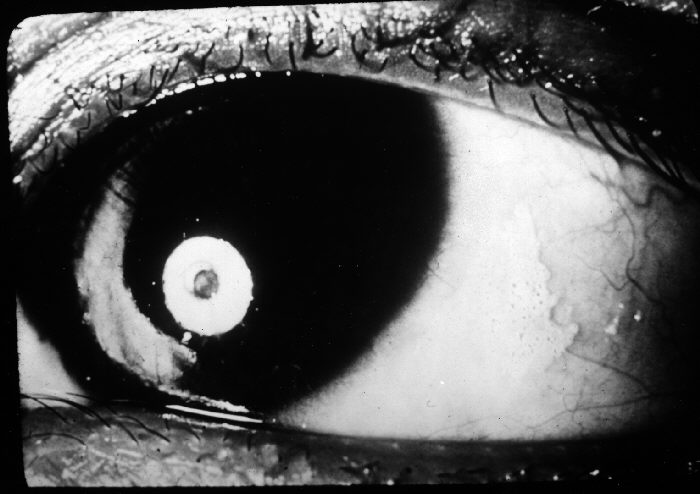
Plamki Bitota

Plamki Bitota (ang. Bitot's spots) – owalne, trójkątne lub nieregularne w kształcie plamki rozmieszczone na powierzchni spojówek, będące objawem niedoboru witaminy A.